# Jonesville (Luisiana)
Jonesville é uma cidade  localizada no estado americano de Luisiana, na Paróquia de Catahoula.

## Demografia
Segundo o censo americano de 2000, a sua população era de 2469 habitantes.
Em 2006, foi estimada uma população de 2340, um decréscimo de 129 (-5.2%).

## Geografia
De acordo com o United States Census Bureau tem uma área de
5,0 km², dos quais 5,0 km² cobertos por terra e 0,0 km² cobertos por água.

## Localidades na vizinhança
O diagrama seguinte representa as localidades num raio de 32 km ao redor de Jonesville.